# Alfréd Rényi
Alfréd Rényi (20. března 1921 – 1. února 1970) byl maďarský matematik, který pracoval v oborech kombinatorika, teorie grafů, teorie čísel, ale nejvíce vynikl v teorii pravděpodobnosti.

## Život
Rényi se narodil v Budapešti do rodiny maďarských Židů; jeho otec Artur Rényi byl strojní inženýr a jeho matka Barbara Alexanderová byla dcerou filozofa a literárního kritika Bernáta Alexandera. Kvůli tehdy platnému protižidovskému zákonu nemohl být přijat v roce 1939 na univerzitu, ale v roce 1940 se zapsal na Budapešťskou univerzitu. Studium dokončil v roce 1944. Byl odveden na nucené práce, z kterých utekl. V roce 1947 dokončil doktorská studia na Szegedské univerzitě, pod vedením Frigyese Riesze.
V roce 1946 se oženil s Katalin Schulhofovou (která po svatbě používala jméno Kató Rényi), rovněž matematičkou. V roce 1948 se jin narodila dcera Zsuzsanna.
Po krátkém působení jako profesorský asistent v Budapešti byl v roce 1949 jmenován mimořádným profesorem na Debrecínské univerzitě. V roce 1950 založil Matematický institut Maďarské akademie věd, a řídil ho až do své smrti. Nyní nese institut jeho jméno.

## Práce
Rozvinul dále axiomatickou teorii pravděpodobnosti Kolmogorova.

## Knihy
- A. Rényi: Dialogues on Mathematics, Holden-Day, 1967.
- A. Rényi: Dialogy o matematice, Kolumbus, 1980
- A. Rényi: A diary on information theory, Akadémiai Kiadó
- A. Rényi, Foundations of Probability, Holden-Day, Inc., San Francisco, California, 1970, xvi + 366 pp
- A. Rényi, Probability Theory. American Elsevier Publishing Company, Inc., New York, 1970, 666 pp.
- A. Rényi, Teorie pravděpodobnosti. Academia, Praha, 1972.